# Formula di Grassmann
In matematica, la formula di Grassmann è una relazione che riguarda le dimensioni dei sottospazi vettoriali di uno spazio vettoriale o dei sottospazi proiettivi di uno spazio proiettivo.
La formula di Grassmann, il cui nome è stato scelto in onore del matematico tedesco Hermann Grassmann, afferma inoltre che i sottospazi di uno spazio vettoriale muniti delle operazioni binarie + e {\displaystyle \cap } costituiscono un reticolo modulare.

## Enunciato
Sia {\displaystyle V} uno spazio vettoriale su un campo {\displaystyle K} dotato di dimensione finita, cioè dotato di una base finita. Siano {\displaystyle W} e {\displaystyle U} due sottospazi di {\displaystyle V}. Indicando con {\displaystyle W+U} il sottospazio somma di {\displaystyle W} e {\displaystyle U} dato da:
{\displaystyle W+U:=\{\mathbf {w} +\mathbf {u} \ |\ \mathbf {w} \in W,\mathbf {u} \in U\}}
e con {\displaystyle W\cap U} il loro sottospazio intersezione, la formula di Grassmann afferma che:
{\displaystyle \dim(W+U)=\dim(W)+\dim(U)-\dim(W\cap U)}

### Somma diretta
Due sottospazi {\displaystyle U} e {\displaystyle W} sono in somma diretta se {\displaystyle U\cap W=\{0\}}. In questo caso la formula di Grassmann asserisce che:
{\displaystyle \dim(U+W)=\dim(U)+\dim(W)}
Se inoltre {\displaystyle V=U+W}, si dice che {\displaystyle V} si decompone in somma diretta di {\displaystyle U} e {\displaystyle W} e si scrive:
{\displaystyle V=U\oplus W}
In questo caso il sottospazio {\displaystyle W} è un supplementare di {\displaystyle U} (e viceversa).
Ad esempio, lo spazio {\displaystyle M(n)} delle matrici quadrate {\displaystyle n\times n} a coefficienti in un campo {\displaystyle K} si decompone nei sottospazi delle matrici simmetriche e delle antisimmetriche:
{\displaystyle M(n)=S(n)\oplus A(n)}
La formula di Grassmann porta all'uguaglianza concernente le dimensioni dei due sottospazi della forma:
{\displaystyle n^{2}={\frac {n(n+1)}{2}}+{\frac {n(n-1)}{2}}}

## Dimostrazione

### Struttura della dimostrazione
La formula si dimostra individuando due basi per {\displaystyle W} e {\displaystyle U} che hanno in comune i vettori che costituiscono una base per la loro intersezione. Più precisamente, si prende una base {\displaystyle B} per {\displaystyle W\cap U}, e si completa ad una base {\displaystyle B\cup B_{U}} di {\displaystyle U}, e ad una base {\displaystyle B\cup B_{W}} di {\displaystyle W}. I vettori in:
{\displaystyle B\cup B_{U}\cup B_{W}}
generano lo spazio {\displaystyle U+W}, si verifica che sono indipendenti, e quindi sono una base per {\displaystyle U+W}. Un conteggio degli elementi nelle tre basi trovate fornisce la formula di Grassmann.

### Verifica dell'indipendenza lineare
L'unico fatto che necessita di una dimostrazione approfondita è l'indipendenza dei vettori in:
{\displaystyle B\cup B_{U}\cup B_{W}}
che viene mostrata nel modo seguente. Sia:
{\displaystyle B=\{\mathbf {v} _{1},\ldots ,\mathbf {v} _{d}\},\quad B_{U}=\{\mathbf {u} _{1},\ldots ,\mathbf {u} _{s}\},\quad B_{W}=\{\mathbf {w} _{1},\ldots ,\mathbf {w} _{t}\}}
Si supponga l'esistenza di una combinazione lineare nulla:
{\displaystyle \lambda _{1}\mathbf {v} _{1}+\ldots \lambda _{d}\mathbf {v} _{d}+\mu _{1}\mathbf {u} _{1}+\ldots +\mu _{s}\mathbf {u} _{s}+\gamma _{1}\mathbf {w} _{1}+\ldots +\gamma _{t}\mathbf {w} _{t}=0}
In altre parole, raggruppando:
{\displaystyle \mathbf {v} =\lambda _{1}\mathbf {v} _{1}+\ldots \lambda _{d}\mathbf {v} _{d},\quad \mathbf {u} =\mu _{1}\mathbf {u} _{1}+\ldots +\mu _{s}\mathbf {u} _{s},\quad \mathbf {w} =\gamma _{1}\mathbf {w} _{1}+\ldots +\gamma _{t}\mathbf {w} _{t}}
si ottiene:
{\displaystyle \mathbf {v} +\mathbf {u} +\mathbf {w} =0}
Da questo segue che {\displaystyle \mathbf {w} =-\mathbf {v} -\mathbf {u} }, e poiché sia {\displaystyle \mathbf {v} } che {\displaystyle \mathbf {u} } appartengono a {\displaystyle U}, ne segue che anche {\displaystyle \mathbf {w} } appartiene a {\displaystyle U}. Quindi {\displaystyle \mathbf {w} } appartiene all'intersezione {\displaystyle U\cap W}, e si scrive come combinazione lineare di elementi di {\displaystyle B}. D'altra parte, come elemento di {\displaystyle W}, è descritto come combinazione lineare di elementi di {\displaystyle B_{W}}: poiché ogni elemento ha un'unica descrizione come combinazione lineare di elementi di una base, ne segue che entrambe queste combinazioni hanno tutti i coefficienti nulli. Quindi:
{\displaystyle \gamma _{1}=\ldots =\gamma _{t}=0,\quad \mathbf {w} =0}
Si ottiene quindi {\displaystyle \mathbf {v} +\mathbf {u} =0}. Poiché i vettori {\displaystyle B\cup B_{U}} sono una base di {\displaystyle U}, sono quindi indipendenti, e ne segue che anche:
{\displaystyle \lambda _{1}=\ldots =\lambda _{d}=0,\quad \mu _{1}=\ldots =\mu _{s}=0}
Quindi i coefficienti sono tutti nulli, e l'insieme:
{\displaystyle B\cup B_{U}\cup B_{W}}
è formato da elementi indipendenti, ed è quindi una base.

### Conteggio dimensioni
Usando le notazioni appena introdotte, il conteggio delle dimensioni dà proprio:
{\displaystyle \dim(U+W)=d+s+t=(d+s)+(d+t)-d=\dim U+\dim W-\dim(U\cap W)}

## Dimostrazione alternativa
Si consideri la funzione:
{\displaystyle f\colon U\times W\to U+W\;\colon \;(u,w)\mapsto \mathbf {u} +\mathbf {w} }
che si verifica essere un'applicazione lineare. Si ha:
{\displaystyle \mathrm {im} (f)=U+W\qquad \ker(f)=\{(\mathbf {v} ,-\mathbf {v} ):\mathbf {v} \in U\cap W\}}
Il nucleo è uno spazio vettoriale isomorfo a {\displaystyle U\cap W}, e l'isomorfismo è dato da:
{\displaystyle \phi \,\colon \,\ker(f)\to U\cap W\,\colon \,(\mathbf {v} ,-\mathbf {v} )\mapsto \mathbf {v} }
Si ha quindi:
{\displaystyle \dim(U+W)+\dim(U\cap W)=\dim(\mathrm {im} (f))+\dim(\ker(f))}
{\displaystyle =\dim(U\times W)=\dim(U)+\dim(W)}
dove si è applicato il teorema del rango più nullità.

## Dimostrazione con il teorema di isomorfismo
La formula di Grassmann può essere vista come corollario del secondo teorema di isomorfismo:
{\displaystyle {U+W}/W\cong U/{U\cap W}}
con {\displaystyle U} e {\displaystyle W} visti come gruppi (notazione additiva), e dove con {\displaystyle /} si intende l'ordinario quoziente insiemistico. Infatti si ha:
{\displaystyle \dim {({U+W}/W)}=\dim({U/{U\cap W}})}
{\displaystyle \dim {(U+W)}-\dim {(W)}=\dim {(U)}-\dim {(U\cap W)}}
che è la formula di Grassmann.

## Esempi
Questa formula si visualizza facilmente e significativamente nel caso in cui {\displaystyle V} sia lo spazio vettoriale tridimensionale sui reali {\displaystyle \mathbb {R} ^{3}}; le possibilità per i sottospazi portano alla seguente casistica:
- Uno dei due sottospazi {\displaystyle W} o {\displaystyle U} ha dimensione 0 o 3: in questo caso (a meno di scambiare i nomi dei due sottospazi) si ha {\displaystyle W+U=U} e {\displaystyle W\cap U=W} e la formula si riduce a una identità.
- {\displaystyle W} e {\displaystyle U} sono sottospazi di dimensione 1 (cioè rette passanti per l'origine):
  - se le rette sono distinte {\displaystyle W\cap U} contiene solo il vettore nullo ed ha dimensione 0 e {\displaystyle W+U} è il piano contenente le due rette, per cui la formula si riduce a 1 + 1 = 2 + 0.
  - se coincidono {\displaystyle W+U=W=U=W\cap U} e ancora si ha una identità.
- {\displaystyle W} è una retta per l'origine e {\displaystyle U} un piano per l'origine:
  - se la retta non giace nel piano si ha: 1 + 2 = 3 + 0;
  - se la retta giace nel piano: 1 + 2 = 2 + 1.
- {\displaystyle W} e {\displaystyle U} sono piani per l'origine:
  - se non coincidono la loro intersezione è una retta e si ha: 2 + 2 = 3 + 1;
  - se coincidono si ha un'identità che numericamente afferma: 2 + 2 = 2 + 2.